# Gelis bruesii
Gelis bruesii är en stekelart som först beskrevs av Hugh Edwin Strickland 1912.  Gelis bruesii ingår i släktet Gelis och familjen brokparasitsteklar. Inga underarter finns listade i Catalogue of Life.